# Twan Tak
Antonius Quirinus Cornelis (Twan) Tak (Luyksgestel, 25 december 1942 – Maastricht, 24 januari 2023) was een Nederlands jurist gespecialiseerd in het bestuursprocesrecht die geldt als de grondlegger van de Maastrichtse School in het bestuursrecht. Hij was werkzaam als hoogleraar aan de Universiteit Maastricht en als raadsheer bij de Centrale Raad van Beroep.

## Kritiek op het bestuursprocesrecht
Taks kritiek op het bestuursprocesrecht is dat de rechter zich te veel bezighoudt met formele aspecten, en niet met de materiële kant van het geschil. Dit ligt volgens Tak onder andere aan het feit dat in de Nederlandse Algemene wet bestuursrecht het besluit centraal staat, en niet bijvoorbeeld (de consequenties van) het overheidshandelen. Doordat de rechter geen doelmatigheidstoets van het aangevallen besluit mag en wil doen (omdat hij anders op de stoel van het bestuursorgaan gaat zitten), moet hij zich beperken tot een rechtmatigheidstoets. Bij het toewijzen van een klacht moet de rechter het aangevallen besluit geheel of gedeeltelijk vernietigen. Dit betekent dat ofwel de rechter, ofwel het bestuursorgaan een nieuw besluit zal moeten nemen, met alle gevolgen van dien voor derden die geen partij in het geschil zijn geweest.

### Alternatief
Taks oplossing houdt in het markeren van het zogenoemde moment-X waarin het proces de sfeer van het bestuur (en dus de doelmatigheidstoetsing) verlaat en terechtkomt in een gerechtelijke sfeer. Na het passeren van dit moment-X zou het object van het geschil niet meer het besluit moeten zijn, maar de gevolgen van dit besluit voor de klager. Als de klager in het gelijk wordt gesteld, zal dit meestal tot schadevergoeding leiden, aangezien het besluit in stand blijft en gewoon uitgevoerd kan worden.
Voordelen hiervan zijn:
- snellere afhandeling van procedures
- geen gevolgen voor derden die geen partij geweest zijn in het geschil
- het wordt moeilijker om misbruik te maken van procesrecht met het doel om bepaalde procedures te vertragen (denk met name aan milieuzaken, bestemmingsplannen, bouwvergunningen etc.)
- meer nadruk op inhoud, minder op formele aspecten
- geen gevaar van doorbreking van de scheiding der machten.

## Reactie van de politiek
Tak heeft deze kritiek in verschillende werken geuit. Na het verschijnen van Het Nederlands bestuursprocesrecht in theorie en praktijk in 2002, waarin Tak forse kritiek uitte op het gebrek aan rechtsbescherming in het bestuursrecht, heeft het Tweede Kamerlid Jan de Wit (SP) hierover vragen gesteld aan de regering.
De reactie van premier Balkenende en de ministers Donner van Justitie en Remkes van Binnenlandse Zaken was: "Prof. dr. A. Tak geeft ook aan dat zijn oordeel is gebaseerd op impressies en niet is onderbouwd met sociaal-wetenschappelijk en/of bestuurskundig empirisch onderzoek."
Deze stelling is echter niet juist, omdat zij niet verwijst naar Het Nederlands bestuursprocesrecht, maar naar (enkele jaren ouder) tijdschriftartikel van Twan Tak, waarin deze inderdaad aangeeft zijn oordeel te baseren op impressies. Voor het tot stand komen van Het Nederlands bestuursprocesrecht heeft Tak juist wel voor de onderbouwing met empirisch onderzoek gezorgd.
Tak heeft hierop om opheldering gevraagd, maar deze niet gekregen. Tak voelde zich aangetast in zijn integriteit als wetenschapper en heeft daarom een klacht ingediend bij de Nationale Ombudsman, die hem op 24 augustus 2004 in het gelijk stelde: "[dat] de mededeling dat professor Tak in zijn boek zelf heeft aangegeven dat zijn oordelen gebaseerd zijn op impressies en niet zijn onderbouwd met sociaal-wetenschappelijk en/of bestuurskundig onderzoek, feitelijk onjuist was en derhalve onvoldoende zorgvuldig". In 2011 dient Tak na 27 jaar verbonden te zijn aan de Centrale Raad van Beroep zijn ontslag in, omdat hij zich niet langer kan verenigen met de manier waarop de bestuursrechter rechtspreekt.

## Persoonlijk leven
Twan Tak kwam uit een gezin van vijf kinderen, was getrouwd met Els Grim en had zelf vier kinderen. Zijn oudste broer Jan Tak was gemeenteraadslid namens de Socialistische Partij (SP) in Weert. 
Tak overleed in 2023 op 80-jarige leeftijd.

## Publicaties
- Het huisrecht - Hoenderloo :s.n. 1973
- Overheidsbestuur en privaatrecht - Samsom 1978
- Bevoegdheidsafbakening van de AROB-rechter; kunstig of gekunsteld? - Kluwer 1984
- Hoofdlijnen van het Nederlands administratief procesrecht, met J.B.J.M. ten Berge - W.E.J. Tjeenk Willink 1987
- De Algemene wet bestuursrecht : het nieuwe bestuursprocesrecht - W.E.J. Tjeenk Willink 1992
- Hoofdlijnen van het Nederlands bestuursprocesrecht - W.E.J. Tjeenk Willink 1995
- De overheid in het burgerlijk recht - VUGA 1997
- Spectraal recht? : de bevoegdheidsuitoefening door de overheid als rechtsfeit, met Linden, E.C.H.J. van der - Sdu Uitgevers 1998
- De overheid in het maatschappelijk rechtsverkeer - SDU 1999
- Het Nederlands bestuursprocesrecht in theorie en praktijk - Sdu 2002, 2005, Wolf Legal Publishers 2008, 2011, 2014, 2019